# Racchetta (Milano)
La cosiddetta «Racchetta» era un asse stradale previsto dal piano regolatore di Milano del 1953, che avrebbe dovuto attraversare il centro cittadino da est a ovest, da piazza San Babila a via Vincenzo Monti, grazie ad estese demolizioni del tessuto urbano, peraltro già in parte danneggiato dai bombardamenti della guerra.
In seguito a varie vicende, ne venne realizzata solo la metà orientale, da piazza San Babila a piazza Missori mentre del resto del tracciato furono realizzate solo alcune opere preparatorie.

## Storia

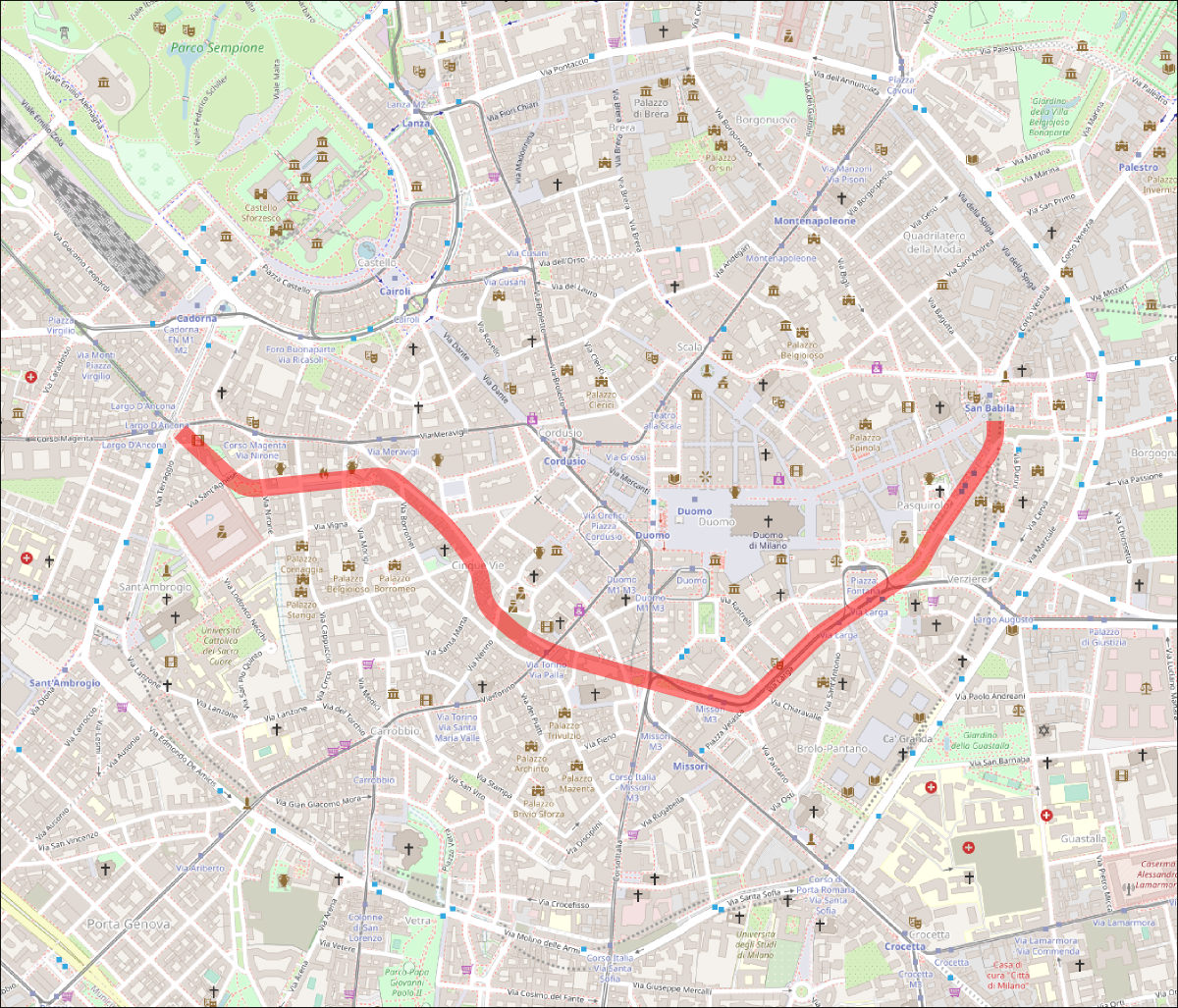
Tracciato della Racchetta come prevista dal piano regolatore del 1953

L'apertura di una grande arteria stradale est-ovest passante a sud del Duomo venne ipotizzata per la prima volta dal piano Albertini del 1934: essa aveva l'obiettivo di sgravare dal traffico l'esistente asse corso Vittorio Emanuele-via Dante, ma anche di connettere le nuove piazze monumentali di San Babila, Diaz e degli Affari, agevolando la diffusione delle funzioni direzionali nel centro storico.
Dopo la guerra il progetto venne ripreso dal nuovo piano regolatore del 1953, confermandone il tratto orientale, di cui da anni si erano già avviati i lavori e modificando il tracciato del tratto occidentale, che invece di terminare in largo Cairoli sarebbe stato deviato verso ovest confluendo in via Vincenzo Monti.
La costruzione del primo tratto della «Racchetta», da piazza San Babila a piazza Missori, causò gravi ed irreparabili danni al patrimonio monumentale e ambientale: tristemente emblematiche le vicende della chiesa romanica di San Giovanni in Conca, quasi completamente abbattuta e ridotta a un rudere conservato su un'aiuola spartitraffico, e della chiesa barocca di San Vito in Pasquirolo, rimasta isolata all'interno del cortile di un complesso direzionale.
Poiché il proseguimento dell'arteria avrebbe richiesto ulteriori abbattimenti di edifici storici e lo stravolgimento di una delle poche aree del centro rimaste sostanzialmente intatte (le «Cinque Vie» e via Santa Maria Fulcorina), già nel 1958, durante i lavori per la revisione del piano regolatore, gli architetti Belgiojoso, Caccia Dominioni, Gazzola e Bagatti Valsecchi suggerirono il blocco delle demolizioni e la prosecuzione della strada in galleria sotto il tessuto edilizio esistente.
Tale soluzione venne accettata solo in parte: le demolizioni vennero effettivamente arrestate, salvando le esigenze di tutela monumentale ed ambientale, ma la costruzione della galleria, che avrebbe comportato spese ingenti a cui andavano sommate le perdite dovute alla mancata valorizzazione speculativa di superficie, non si concretizzò mai, arrestando così la "Racchetta" in piazza Missori.

## Caratteristiche
Secondo quanto previsto dal "Piano regolatore di Milano" del 1953, la «Racchetta» ha origine in piazza San Babila e si dirige verso sud-ovest attraverso l'area dell'antico quartiere del Pasquirolo devastato dai bombardamenti: tale tratta è stata realizzata e coincide con l'odierno corso Europa.
Dopo aver lambito il vecchio palazzo di Giustizia, la strada confluisce nel Verziere e prosegue nella successiva via Larga: tali strade erano preesistenti e vennero ampliate e regolarizzate, sostituendo alla vecchia edilizia nuovi edifici multipiano.
Al termine di via Larga, la «Racchetta» curva bruscamente verso ovest assumendo il nome di via Alberigo Albricci: tale strada fu aperta nell'ambito dello sventramento del Bottonuto, anch'esso già definito dal piano Albertini del 1934. Poco prima dello sbocco in piazza Missori, un'aiuola spartitraffico ospita i resti dell'abside della chiesa romanica di San Giovanni in Conca, quasi completamente demolita per aprire la nuova strada.
Per proseguire ad ovest di piazza Missori sarebbe stato necessario demolire il seicentesco Collegio di Sant'Alessandro e le vecchie case fra via Lupetta e via Torino; in attesa di ciò, si iniziò a costruire sull'allineamento della nuova via un alto e ampio edificio, che si trova oggi in stridente contrasto per dimensioni, aspetto e orientamento con l'edilizia circostante.
Oltre via Torino i lavori di sventramento non iniziarono mai. Il tracciato previsto della «Racchetta» fu tuttavia la causa della presenza di alcuni lotti vuoti, occupati in precedenza da edilizia fatiscente non sostituita in previsione del futuro passaggio della nuova strada: si tratta dell'area di via Torino angolo via della Palla, occupata per molti anni da un autosilo provvisorio, del Garage Sanremo, anch'esso a carattere provvisorio, di un angolo delle «Cinque Vie» e dell'area di via Gorani lasciata in abbandono. Altri spazi disegnati dagli allineamenti della prevista «Racchetta» sono il tratto orientale di via Ansperto, ben più ampio del resto della via, e il giardino Aristide Calderini fra via Nirone e via Sant'Agnese.

## Galleria d'immagini

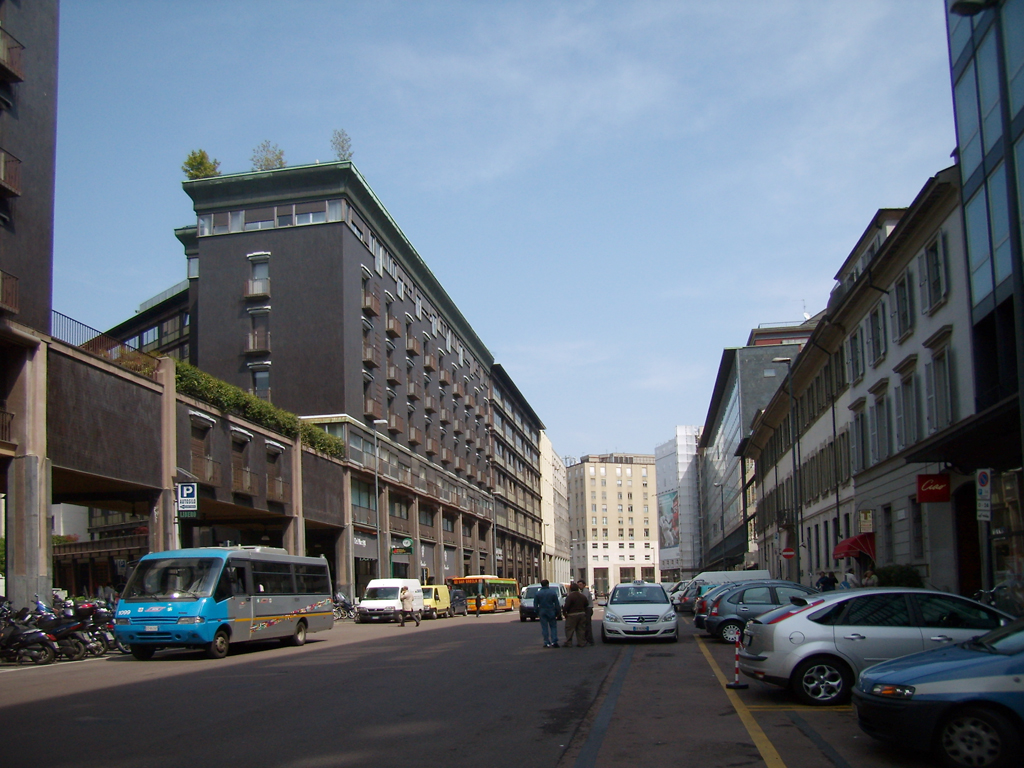
Corso Europa
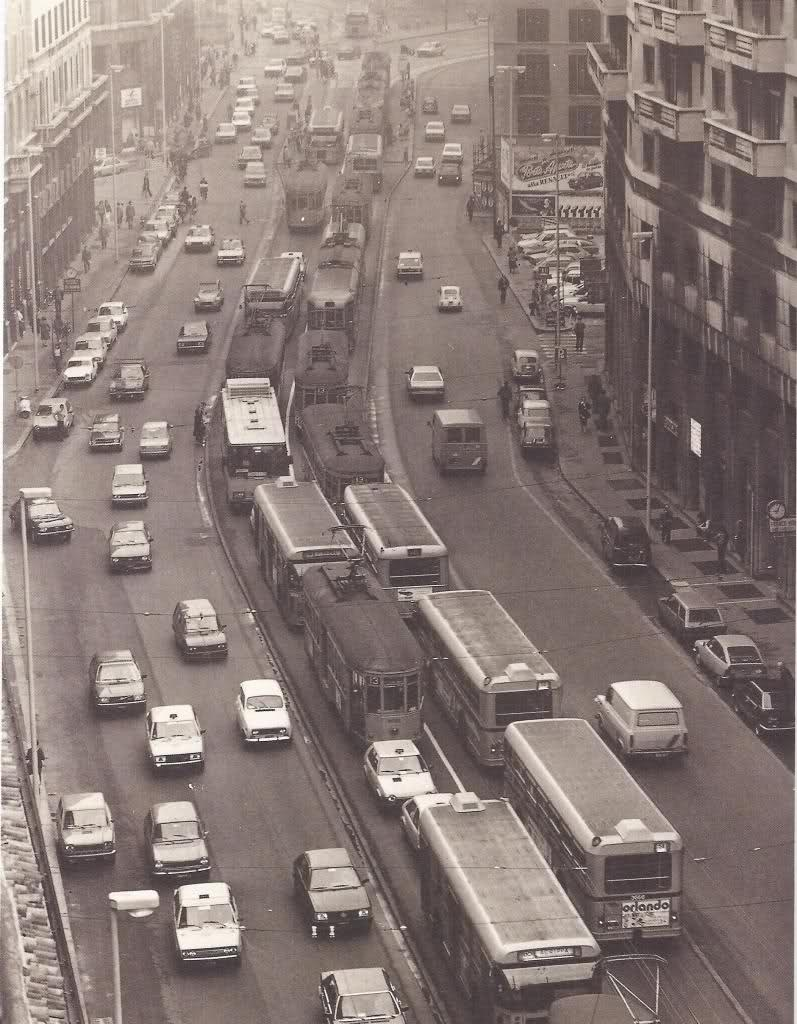
Traffico in via Larga nel 1981
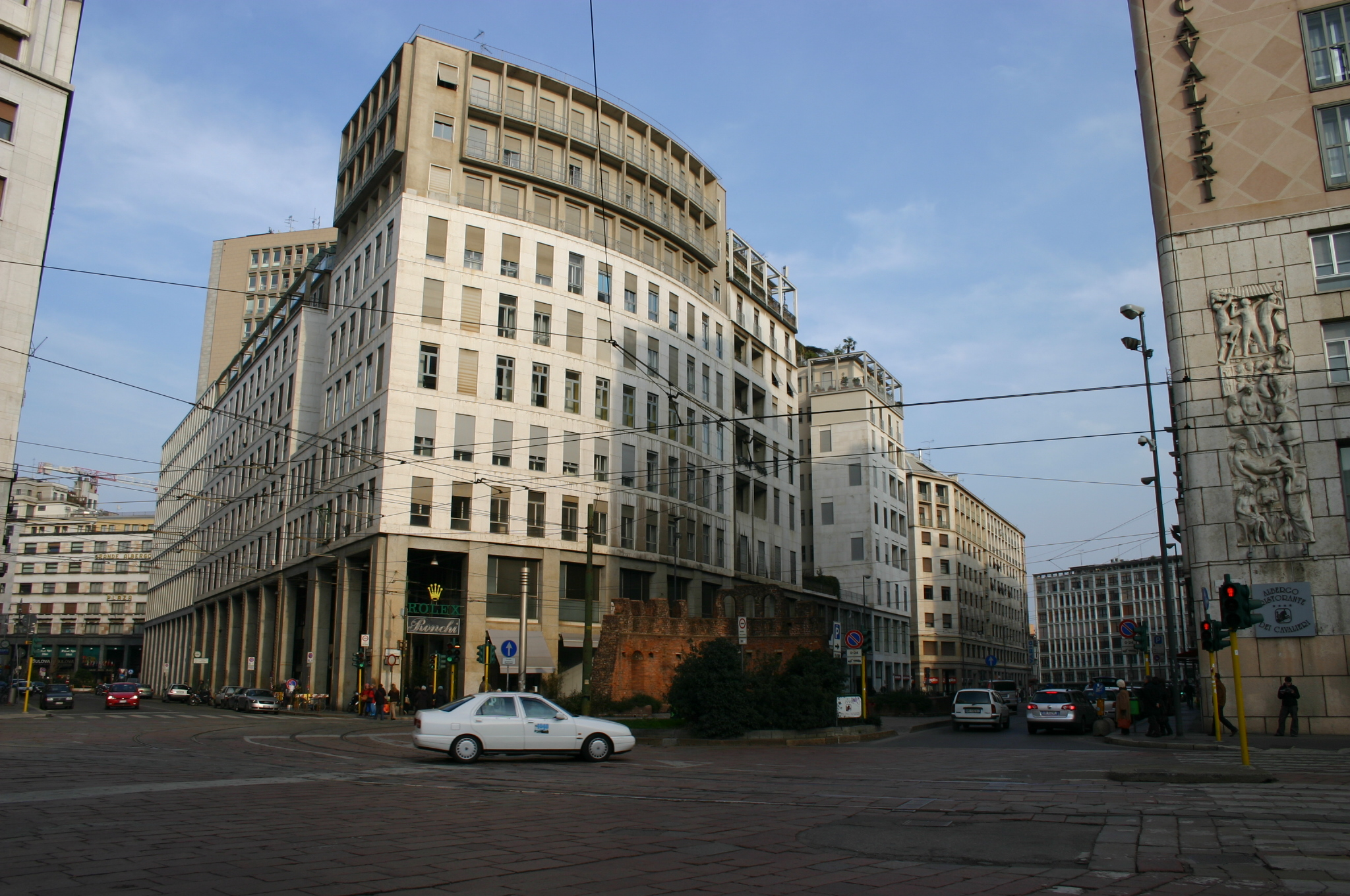
Lo sbocco di via Albricci in piazza Missori, con il rudere di San Giovanni in Conca

### Fonti
- Urbanistica, n. 18-19, marzo 1956, ISSN 0042-1022 (WC · ACNP).
- Antonio Cederna, I vandali in casa, Bari, Laterza, 1956, ISBN non esistente, SBN RAV0157976.
- Ernesto Nathan Rogers, Traffico e cultura in un esempio milanese, in Casabella - Continuità, n. 236, febbraio 1960,  pp. 1-3, ISSN 0008-7181 (WC · ACNP).
- Maurizio Grandi e Attilio Pracchi, Milano. Guida all'architettura moderna, Bologna, Zanichelli, 1998  [1980], ISBN 88-08-05210-9.

### Testi di approfondimento
- Serena Pesenti, Milano post-bellica. La «racchetta» e i monumenti, Altralinea, 2018, ISBN 978-88-94869-35-4.